# Naponee
Naponee – wieś w Stanach Zjednoczonych, w stanie Nebraska, w hrabstwie Franklin.